# Eutricopis subcolorata
Eutricopis subcolorata är en fjärilsart som beskrevs av Barnes och Mcdunnough 1918. Eutricopis subcolorata ingår i släktet Eutricopis och familjen nattflyn. Inga underarter finns listade i Catalogue of Life.